# Liste der Staatsvögel der Bundesstaaten der Vereinigten Staaten
Dies ist eine Liste der offiziellen Staatsvögel der Bundesstaaten der Vereinigten Staaten.
Diese Tierarten gelten als bundesstaatliche Wahrzeichen in den jeweiligen Bundesstaaten:
| Bundesstaat    | Deutscher Name                                   | Lateinischer Name                       | Jahr      |
| -------------- | ------------------------------------------------ | --------------------------------------- | --------- |
| Alabama        | Goldspecht                                       | Colaptes auratus                        | 1927      |
| Alaska         | Moorschneehuhn                                   | Lagopus lagopus                         | 1955      |
| Arizona        | Kaktuszaunkönig                                  | Campylorhynchus brunneicapillus         | 1931      |
| Arkansas       | Gartenspottdrossel                               | Mimus polyglottos                       | 1929      |
| Colorado       | Prärieammer                                      | Calamospiza melanocorys                 | 1931      |
| Connecticut    | Wanderdrossel                                    | Turdus migratorius                      | 1931      |
| Delaware       | Haushuhn (Delaware Blue Hen)                     | Gallus gallus domesticus                | 1939      |
| Florida        | Gartenspottdrossel                               | Mimus polyglottos                       | 1927      |
| Georgia        | Rotrücken-Spottdrossel                           | Toxostoma rufum                         | 1970      |
| Hawaii         | Hawaiigans                                       | Branta sandvicensis                     | 1957      |
| Idaho          | Berghüttensänger                                 | Sialia currucoides                      | 1931      |
| Illinois       | Rotkardinal                                      | Cardinalis cardinalis                   | 1929      |
| Indiana        | Rotkardinal                                      | Cardinalis cardinalis                   | 1933      |
| Iowa           | Goldzeisig                                       | Carduelis tristis                       | 1933      |
| Kalifornien    | Schopfwachtel                                    | Callipepla californica                  | 1931      |
| Kansas         | Wiesenstärling                                   | Sturnella neglecta                      | 1937      |
| Kentucky       | Rotkardinal                                      | Cardinalis cardinalis                   | 1926      |
| Louisiana      | Braunpelikan                                     | Pelecanus occidentalis                  | 1966      |
| Maine          | Schwarzkopfmeise                                 | Poecile atricapilla                     | 1927      |
| Maryland       | Baltimoretrupial                                 | Icterus galbula                         | 1947      |
| Massachusetts  | Schwarzkopfmeise                                 | Poecile atricapilla                     | 1941      |
| Michigan       | Wanderdrossel                                    | Turdus migratorius                      | 1931      |
| Minnesota      | Eistaucher                                       | Gavia immer                             | 1961      |
| Mississippi    | Gartenspottdrossel                               | Mimus polyglottos                       | 1941      |
| Missouri       | Rotkehl-Hüttensänger                             | Sialia sialis                           | 1927      |
| Montana        | Wiesenstärling                                   | Sturnella neglecta                      | 1931      |
| Nebraska       | Wiesenstärling                                   | Sturnella neglecta                      | 1929      |
| Nevada         | Berghüttensänger                                 | Sialia currucoides                      | 1967      |
| New Hampshire  | Purpurgimpel                                     | Haemorhous purpureus                    | 1957      |
| New Jersey     | Goldzeisig                                       | Carduelis tristis                       | 1935      |
| New Mexico     | Wegekuckuck                                      | Geococcyx californianus                 | 1949      |
| New York       | Rotkehl-Hüttensänger                             | Sialia sialis                           | 1970      |
| North Carolina | Rotkardinal                                      | Cardinalis cardinalis                   | 1943      |
| North Dakota   | Wiesenstärling                                   | Sturnella neglecta                      | 1947      |
| Ohio           | Rotkardinal                                      | Cardinalis cardinalis                   | 1933      |
| Oklahoma       | Scherenschwanz-Königstyrann Truthuhn (Wildvogel) | Tyrannus forficatus Meleagris gallopavo | 1951 1990 |
| Oregon         | Wiesenstärling                                   | Sturnella neglecta                      | 1927      |
| Pennsylvania   | Kragenhuhn                                       | Bonasa umbellus                         | 1931      |
| Rhode Island   | Haushuhn (Rhode Island Red)                      | Gallus gallus domesticus                | 1954      |
| South Carolina | Carolinazaunkönig                                | Thryothorus ludovicianus                | 1948      |
| South Dakota   | Fasan                                            | Phasianus colchicus                     | 1943      |
| Tennessee      | Gartenspottdrossel                               | Mimus polyglottos                       | 1933      |
| Texas          | Gartenspottdrossel                               | Mimus polyglottos                       | 1927      |
| Utah           | Kaliforniermöwe                                  | Larus californicus                      | 1955      |
| Vermont        | Einsiedlerdrossel                                | Catharus guttatus                       | 1941      |
| Virginia       | Rotkardinal                                      | Cardinalis cardinalis                   | 1950      |
| Washington     | Goldzeisig                                       | Carduelis tristis                       | 1951      |
| West Virginia  | Rotkardinal                                      | Cardinalis cardinalis                   | 1949      |
| Wisconsin      | Wanderdrossel                                    | Turdus migratorius                      | 1949      |
| Wyoming        | Wiesenstärling                                   | Sturnella neglecta                      | 1927      |